# A Força do Querer
A Força do Querer é uma telenovela brasileira produzida e exibida pela TV Globo de 3 de abril a 20 de outubro de 2017, em 172 capítulos. Substituiu A Lei do Amor e foi substituída O Outro Lado do Paraíso, sendo a 12.ª "novela das nove" exibida pela emissora.
Escrita por Glória Perez, a novela tratou de temas polêmicos como transexualidade, identidade de gênero, tráfico de drogas, vício em jogo e o desafio da Baleia Azul. A direção foi de Cláudio Boeckel, Davi Lacerda, Fábio Strazzer, Luciana Oliveira, Allan Fitterman e Roberta Richard, com direção artística de Rogério Gomes e direção geral de Pedro Vasconcelos.
Contou com a participação de  Juliana Paes, Emilio Dantas, Rodrigo Lombardi, Paolla Oliveira, Marco Pigossi, Isis Valverde, Fiuk, Bruna Linzmeyer e Carol Duarte.

## Enredo
A trama narra o embate entre o querer (a vontade) e os limites éticos e morais que permeiam as escolhas de cada um, cruzando as histórias de cada personagem ao longo da trama.
Bibi, Jeiza e Ritinha são mulheres diferentes entre si. 
Bibi é dependente da adrenalina da paixão e é capaz de tudo pelo amor; Alegre e intensa, ela não se dá conta dos estragos que faz em sua vida para continuar a amar e ser amada. Jeiza é cheia de garra, marra e atitude; Decidida e forte, trabalha no Batalhão de Ações com Cães e sonha em se tornar lutadora profissional de MMA. Já Ritinha é uma jovem inconsequente, afoita e considerada por muitos narcisista. Fascinada pelo universo das sereias – afinal se considera uma –  ela se coloca em prioridade sempre, vivendo a euforia da juventude e desejando experimentar tudo o que a vida tem para lhe oferecer.
Caio é um advogado que abandona seu cargo na empresa da família no Rio de Janeiro depois que Bibi, a quem conheceu na faculdade de Direito, termina o relacionamento com ele, por achar que ele prioriza mais o trabalho do que ela. Decepcionado, ele vai para os Estados Unidos, enquanto Bibi se envolve com o garçom Rubinho, rapaz sonhador e ambicioso, mas que alimenta todos os seus anseios. Ela o idealiza como o mais romântico dos homens, sem perceber que é dessa forma que ele a manipula e a tem nas mãos.
Paralelamente, no interior do Pará, o caminhoneiro Zeca é completamente fascinado e apaixonado por Ritinha, sua namorada desde a adolescência, porém, ele enfrenta a rejeição de seu pai Abel, que não aprova o relacionamento dos dois e vive às turras com a mãe desta, a espalhafatosa Edinalva, que alega que o pai de sua filha é o Boto. O romance dos dois é abalado com a chegada do playboy Ruy a região; ele a deslumbra com suas promessas e o convence a fugir com ele no dia do seu casamento com Zeca. Ao serem flagrados juntos por Zeca, os dois fogem para o Rio de Janeiro, enfrentando a rejeição da família de Ruy e a fúria de sua noiva, Cibele, que estava a sua espera para se casar. Para piorar a situação, Ritinha descobre-se grávida de Zeca, mas mente alegando que Ruy é o pai de seu filho. Já Zeca, humilhado, decide recomeçar a vida ao lado do pai no bairro de Portugal Pequeno, em Niterói, onde conhece Jeiza, com quem vive um amor intenso, porém abalado pelo gênio forte de ambos.
Ruy é filho do empresário Eugênio Garcia, um homem que comandava a construtora da família até resolver mudar de vida e reabrir seu antigo escritório de advocacia. Essa decisão, porém, enfraquece seu casamento com a socialite Joyce e a relação com seu irmão mais velho, Eurico. Este é um homem retrógrada e completamente voltado para o trabalho, comandando a empresa com pulso firme; Eurico, no entanto, não viu o passatempo de sua esposa, a arquiteta Silvana, em jogos de azar se transformar em uma compulsão que a leva a um caminho autodestrutivo. O casamento de Eugênio e Joyce se enfraquece ainda mais quando ele se envolve com a misteriosa Irene, mulher sedutora e sem escrúpulos que aos poucos torna-se obcecada por ele, passando a prejudicar a vida de sua família. Ainda há Ivana, filha caçula de Eugênio, que foi criada a imagem e semelhança da mãe, embora viva cheia de complexos e nunca tenha se sentido a vontade com o próprio corpo ou as roupas impostas pela mãe; ela acaba se se descobrindo transexual e inicia a transição, mudando seu nome para Ivan, fato que choca principalmente Joyce, que sempre foi obcecada por moda e costumes femininos. Em seu processo, Ivana conta com o apoio de Nonato, motorista de Eurico, que veio do interior para se tornar artista e esconde sua verdadeira personalidade, a drag queen Elis Miranda.
Após quinze anos fora do país, Caio volta ao Brasil e torna-se asessor da Secretaria Nacional de Segurança Pública. Ele acaba reencontrando Bibi, que não conseguiu concluir o curso de Direito e que agora está casada e tem um filho com Rubinho, mas com quem passa por dificuldades financeiras, vivendo de bicos. Sem saída, Rubinho acaba se envolvendo em esquemas de tráfico, e, assim como o marido, Bibi passa a levar uma vida ligada ao crime, ficando conhecida como Bibi Perigosa. Sua principal inimiga acaba sendo Jeiza, que começa a investigar a vida de Bibi e seus crimes, e, em um determinado momento da trama, prende Rubinho, causando fúria em Bibi. Além de Bibi, Jeiza tem outro algoz: Sabiá, chefe do tráfico e amigo de Rubinho, que o introduz a vida no Morro do Beco. Quem sofre ao ver Bibi adentrar na marginalidade é sua mãe Aurora, que nunca a perdoou por ter abandonado um relacionamento instável com Caio para se envolver numa vida de dificuldades com Rubinho, fazendo de tudo para proteger o neto Dedé da irresponsabilidade dos pais.

## Elenco
| Intérprete             | Personagem                                       |
| ---------------------- | ------------------------------------------------ |
| Juliana Paes           | Fabiana Duarte Feitosa (Bibi / Bibi Perigosa)    |
| Isis Valverde          | Rita Rosa Ferreira (Ritinha)                     |
| Paolla Oliveira        | Jeiza Nascimento Rocha                           |
| Marco Pigossi          | José Ribamar do Carmo (Zeca)                     |
| Emilio Dantas          | Rubens Feitosa (Rubinho)                         |
| Fiuk                   | Ruy Beraldo Garcia                               |
| Rodrigo Lombardi       | Caio Borges Garcia                               |
| Maria Fernanda Cândido | Joyce Silveira Garcia                            |
| Débora Falabella       | Irene Steiner / Solange Lima                     |
| Lília Cabral           | Silvana Garcia                                   |
| Dan Stulbach           | Eugênio Garcia                                   |
| Humberto Martins       | Eurico Garcia                                    |
| Carol Duarte           | Ivana Garcia / Ivan Garcia                       |
| Bruna Linzmeyer        | Cibele Sabóia Dantas                             |
| Zezé Polessa           | Edinalva Ferreira                                |
| Tonico Pereira         | Abel Simplício do Carmo                          |
| Elizângela             | Aurora Duarte                                    |
| Silvero Pereira        | Raimundo Nonato da Silva (Nonato) / Elis Miranda |
| Juliana Paiva          | Simone Garcia                                    |
| Edson Celulari         | Raul Sabóia Dantas (Dantas)                      |
| Betty Faria            | Elvira Gomez Garcia (Elvirinha)                  |
| Othon Bastos           | Otávio Garcia (Garcia)                           |
| Totia Meirelles        | Maria Helena Borges Garcia (Heleninha)           |
| Jonathan Azevedo       | Wellington Silvino (Sabiá)                       |
| Luci Pereira           | Maria de Nazaré do Carmo (Nazaré)                |
| Gisele Fróes           | Cândida Nascimento Rocha                         |
| Fafá de Belém          | Almerinda dos Anjos (Mere Star)                  |
| Dandara Mariana        | Marilda das Graças Palha                         |
| Mussunzinho            | Luiz Augusto Santos (Guto)                       |
| Mariana Xavier         | Abigail Lima (Biga)                              |
| Cláudia Mello          | Zuleide Oliveira (Zu)                            |
| Karla Karenina         | Benedita (Dita)                                  |
| Lucy Ramos             | Leila Andrade                                    |
| João Camargo           | Arnaldo Junqueira (Junqueira)                    |
| Maria Clara Spinelli   | Miraceli Almeida (Mira)                          |
| Carla Diaz             | Carine da Silva                                  |
| Betty Gofman           | Jacira da Silva (Jacy)                           |
| Gabriel Stauffer       | Cláudio                                          |
| Raul Gazolla           | Allan Delano                                     |
| Clarice Derzié Luz     | Drª. Selma                                       |
| Hylka Maria            | Alessia Silvino                                  |
| Pedro Nercessian       | Amaro                                            |
| Lua Blanco             | Anita                                            |
| Dig Dutra              | Rochelle                                         |
| Daniel Zettel          | Batoré                                           |
| Marcos Junqueira       | Kikito                                           |
| Drico Alves            | Yuri Garcia Junqueira                            |
| João Bravo             | André Duarte Feitosa (Dedé) / Yuri Guedes        |
| Lorenzo Sousa          | Ruy Ferreira Garcia Filho (Ruyzinho)             |

### Participações especiais
| Intérprete           | Personagem                  |
| -------------------- | --------------------------- |
| Benki Piyãko         | Ashaninka                   |
| Alejandro Claveaux   | Vitor                       |
| João Sabiá           | Boto (forma humana)         |
| Marcello Airoldi     | Leandro Albuquerque         |
| Jandir Ferrari       | Amílcar                     |
| Rosa Malagueta       | Neide                       |
| Well Aguiar          | Cabo Gerson Amadeu          |
| Guilherme Duarte     | Denilson Pereira Horta (DH) |
| Danilo Sacramento    | João                        |
| Patrick Sampaio      | Soldado Manoel Falcão       |
| Gabriel Borgongino   | Henrique (Rique)            |
| Louise Marrie        | Carla                       |
| Laíze Câmara         | Francineide                 |
| Esther Jablonski     | Drª Eva Marcondes           |
| Ednelza Sahdo        | Cheirosa                    |
| Isabela Catão        | Gislene                     |
| William Vita         | Comandante Cristino         |
| Nivaldo Motta        | Lourival                    |
| Karina Mello         | Cláudia Barroso             |
| Cláudio Galvan       | Paulo                       |
| Lucci Ferreira       | Werneck                     |
| Natasha Stransky     | Ana                         |
| Marina Salomão       | Marina                      |
| Rose Lima            | Dona Luciene                |
| Mario Hermeto        | delegado                    |
| Rodrigo Rangel       | agiota                      |
| Priscila Buiar       | namorada de Cláudio         |
| Xande Valois         | Zeca (criança)              |
| João Gabriel Bolshaw | Ruy (criança)               |
| Antonietta Uhebe     | Ivana (criança)             |
| Guilherme Weber      | Douglas Saldanha            |
| Tarso Brant          | Ele mesmo                   |
| Erica Paes           | Ela mesma                   |
| Fabiana Escobar      | Ela mesma                   |
| Diogo Nogueira       | Ele mesmo                   |
| Xande de Pilares     | Ele mesmo                   |
| Wesley Safadão       | Ele mesmo                   |
| Nego do Borel        | Ele mesmo                   |
| Marília Mendonça     | Ela mesma                   |
| Jane di Castro       | Ela mesma                   |
| Rodrigo Minotauro    | Ele mesmo                   |
| Rogério Minotouro    | Ele mesmo                   |
| Mosquito             | Ele mesmo                   |
| Elymar Santos        | Ele mesmo                   |
| José Aldo            | Ele mesmo                   |
| Pedro Rizzo          | Ele mesmo                   |
| Joelma               | Ela mesma                   |
| Nelson Sargento      | Ele mesmo                   |
| Pabllo Vittar        | Ela mesma                   |
| Lia Sophia           | Ela mesma                   |
| Dona Onete           | Ela mesma                   |
| Alcione              | Ela mesma                   |
| Cris Cyborg          | Ela mesma                   |
| Poliana Botelho      | Ela mesma                   |
| Mario Yamasaki       | Ele mesmo                   |
| Carina Damm          | Ela mesma                   |
| Cristina Granato     | Ela mesma                   |
| Bruce Buffer         | Ele mesmo                   |

## Produção

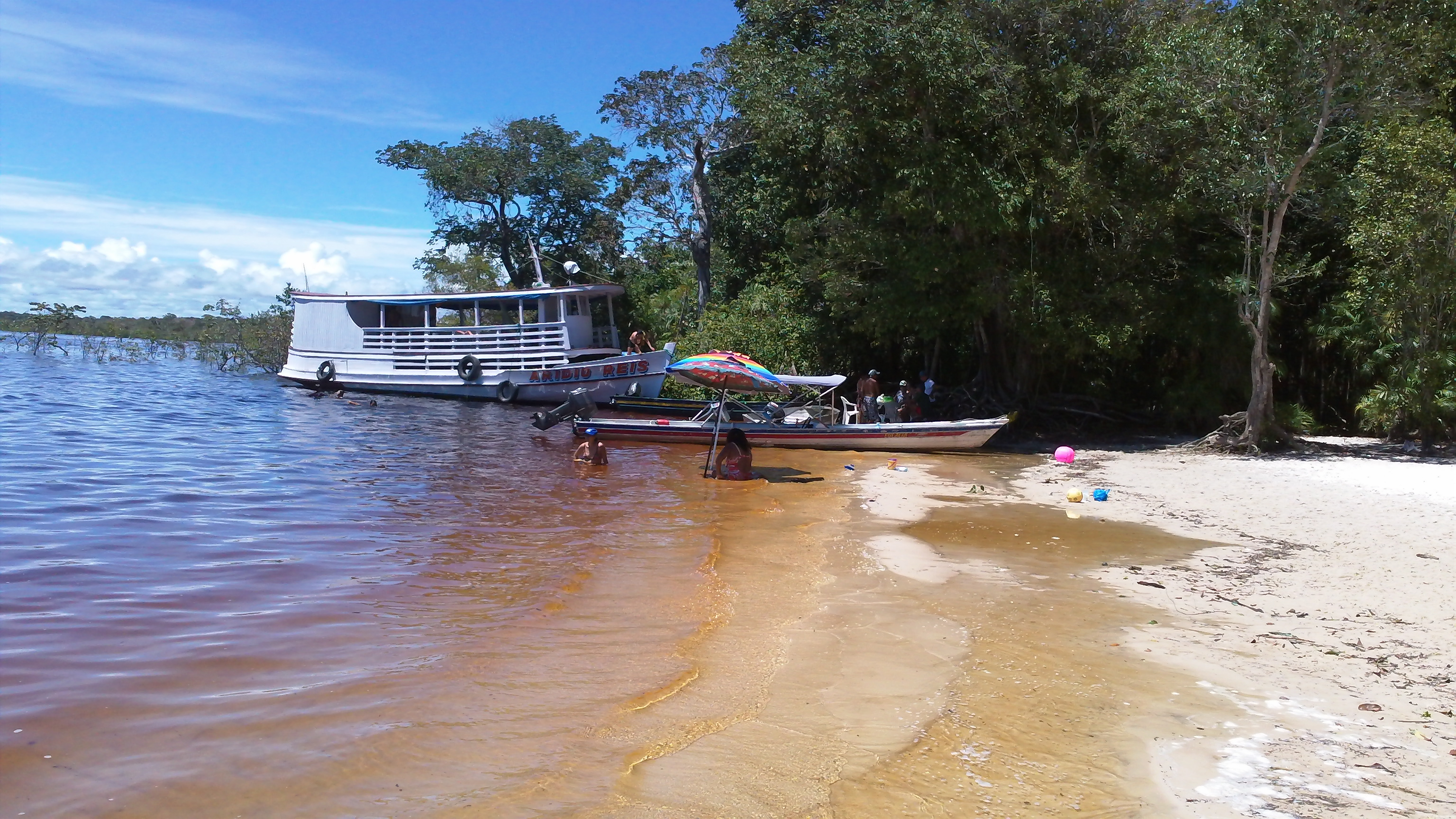
Iranduba foi utilizada como cenário para a cidade cenográfica de Parazinho.

Em abril de 2016, Glória Perez anunciou sua próxima novela para o primeiro semestre de 2017 e revelou que, diferente das produções realizadas por ela nas últimas duas décadas, o novo projeto não traria como cenário central um país exótico ou um romance entre um brasileiro e um estrangeiro, sendo focada apenas no Brasil. Além disso, a autora dispensou os colaboradores que foram disponibilizados, preferindo escrever sozinha a trama.
Originalmente a novela foi nomeada como À Flor da Pele, porém a autora teve que mudá-lo quando apurou que o nome já havia sido registrado para outra produção. Em novembro de 2016, o novo título foi registrado como Flor do Querer, no entanto, em dezembro foi definitivamente alterado para A Força do Querer. Glória desejava ter na direção Mauro Mendonça Filho, com quem já havia trabalhado no seriado Dupla Identidade, escrito pela autora. No entanto, o diretor já havia se comprometido com o seriado Vade Retro e não pôde aceitar o convite, passando a responsabilidade para Rogério Gomes.
As primeiras cenas foram gravadas em Belém do Pará, em locais tradicionais como o Mercado Ver-o-Peso, o Parque Mangal das Garças e a Baía do Guajará. A escolha da cidade foi uma estratégia para elevar a audiência da emissora no Pará, uma vez que as tramas da RecordTV apresentavam altos índices no estado, muitas vezes chegando ao primeiro lugar. Outras gravações também ocorreram nas cidades amazonenses de Manaus e Iranduba. Nesta última, a Vila de Acajatuba serviu como locação para a fictícia cidade de Parazinho, de onde vinha a personagem de Isis Valverde – que na história ficava no Pará, embora as cenas fossem gravadas na cidade amazonense. Durante as gravações na região norte, o elenco sofreu com diversos problemas de saúde – Fiuk contraiu Influenza A subtipo H1N1, enquanto Marco Pigossi e Zezé Polessa tiveram infecção intestinal e Tonico Pereira foi internado com pneumonia. Para serem mais verossímeis, as cenas de competição de MMA da personagem Jeiza foram gravadas em disputas verdadeiras no Rio de Janeiro durante toda exibição da trama, utilizando o público presente em cada uma delas como espectadores reais.

### Escolha do elenco
Paolla Oliveira foi o primeiro nome reservado para o elenco, em março de 2016. Fábio Assunção foi escalado para interpretar Eugênio, mas se desligou da produção ao optar participar da série A Fórmula. Dan Stulbach foi convidado para assumir o personagem. Leopoldo Pacheco havia sido convidado para interpretar Junqueira. O ator inclusive, tinha saído do elenco de Haja Coração para interpretar o personagem, porém o ator integrou o elenco de Novo Mundo antes e João Camargo assumiu o papel. Chay Suede chegou a ser reservado para a novela em 2014 a pedido da autora, porém acabou entrando também para o elenco de Novo Mundo. Daniel Rocha fez teste para interpretar o protagonista Ruy, porém Fiuk teve melhor desempenho e ficou com o papel de protagonista. Vera Fischer foi cogitada para interpretar Elvira, visando a parceria que tinha com a autora em suas outras novelas, porém a atriz havia reclamado para a imprensa sobre o pouco destaque de seu personagem em Salve Jorge, em 2012, trama também escrita por Glória Perez, e acabou ficando de fora da escalação da novela. A personagem ficou para Betty Faria. Paulo Vilhena interpretaria Rubinho, porém o ator abriu mão para atuar em Pega Pega. Gottsha realizou teste para a personagem Biga, porém perdeu o papel para Mariana Xavier. Deborah Secco foi anunciada para o elenco em 2016, porém foi realocada para Malhação: Pro Dia Nascer Feliz.
Thammy Miranda foi anunciado para o papel de Ivana, que durante a trama passaria pelo processo de redesignação de gênero e se tornaria o transexual Ivan, sendo um pedido direto da autora tê-lo no elenco. Ele, porém, deixou o elenco para focar-se em formar uma carreira política para as eleições de 2018, sendo substituído pela atriz estreante Carol Duarte. Yana Sardenberg, que interpretaria a versão jovem de Ednalva nos flashbacks, e Brenno Leone, que interpretaria o Boto que a conquistava, chegaram a gravar as referentes cenas, porém estas não chegaram a serem utilizadas, uma vez que Zezé Polessa pediu para que o trabalho fosse refeito por ela mesma, interprete de Ednalva mais velha. A atriz também pediu para que Brenno fosse substituído por João Sabiá, a quem classificou como mais seguro para o personagem. Fafá de Belém foi confirmada no elenco, sendo sua segunda aventura como atriz após a estreia na franquia Os Mutantes. Tiago Abravanel e Luana Piovani foram cogitados para o elenco. O ator Antônio Carlos foi escalado na trama para representar um bancário, sendo este um patrocínio do Banco Santander.

### Preparação
A personagem de Juliana Paes é inspirada no livro Perigosa, história real de Fabiana Escobar, uma carioca que se tornou conhecida como a "Baronesa do Pó", que entrou no mundo do crime quando seu marido Saulo de Sá Silva se tornou traficante na favela da Rocinha. A Globo comprou os direitos do livro em 2014 e Glória Perez pretendia realizar uma minissérie sobre a ex-primeira-dama do tráfico de drogas do Rio de Janeiro, porém, acabou por incorporar a história à trama. Depois que soube do anúncio em julho de 2020, da reprise da novela, Fabiana Escobar entrou com uma petição judicial para impedir a reapresentação. Na petição impetrada ainda em julho, a Bibi Perigosa na vida real alegou que a Globo não pagou a ela o que foi estipulado em contrato pela exibição da novela fora do Brasil, motivo de outra ação anterior em 2018, em que pedia 500 mil reais de indenização.
Inspirada na sereia profissional Mirella Ferraz, Isis Valverde fez aulas de apneia e treinou por cerca de três meses uma cauda de silicone, para viver uma personagem adepta do sereismo. Para compor o personagem transgênero Ivan (apresentado como Ivana no início da trama, antes da redesignação de gênero) a autora se inspirou no livro Viagem Solitária do escritor e ativista dos direitos humanos João W. Nery, o primeiro transexual masculino a realizar cirurgia de redesignação sexual no Brasil. Na construção do personagem Ivan, a autora também buscou consultoria com o modelo transgênero Tarso Brant, que passou pelo procedimento na realidade, colhendo informações para compor o texto, o perfil da personagem e o social em torno da história.  Para dar vida a policial que luta MMA, Paolla Oliveira começou a treinar muay thai cinco meses antes da estreia da novela com a lutadora profissional Erica Paes. Além disso, a atriz também aderiu aos treinos de MMA e jiu-jitsu.

## Recepção

### Audiência
Exibição original
A Força do Querer estreou com 33 pontos, representando um acréscimo de dois pontos em relação ao primeiro capítulo de sua antecessora. Em sua primeira semana, a novela acumula 32 pontos de média, superando as suas quatro antecessoras – Babilônia, A Regra do Jogo, Velho Chico e A Lei do Amor – tornando-se a segunda maior audiência desde Amor à Vida, superada apenas por Império. Entre os meses de maio e junho, a trama registra um aumento de sua pontuação, passando por picos de 34, 36 e chegando a 39 pontos. No dia 24 de junho a trama registrou 26 pontos. Seu primeiro recorde ocorre em 24 de julho, quando chega a 41 pontos de média; capítulo onde foi exibido a briga entre as personagens Joyce (Maria Fernanda Cândido) e Irene (Débora Falabella).
Bateu mais um recorde no dia 21 de agosto, quando chegou aos 42 pontos de média; Nessa ocasião foi exibida as cenas da prisão de Silvana (Lília Cabral) e a ocupação do morro por Rubinho (Emilio Dantas). Repetiu o mesmo recorde no dia 29 de agosto, nessa ocasião foi ao ar a cena em que Ivana (Carol Duarte) se assume transexual para a família e a sua esperada transformação logo em seguida. No dia 11 de setembro a novela chega aos 44 pontos de média com a exibição da prisão de Bibi (Juliana Paes). No dia 26 de setembro repete esse recorde, com a exibição da polícia invadindo o morro, o confronto entre Jeiza e Bibi e o acerto de contas entre Elvira (Betty Faria) e Irene. No dia 2 de outubro atingiu os incríveis 45 pontos de média com a exibição do acerto de contas entre Zeca (Marco Pigossi) e Ruy (Fiuk). Já em sua reta final a novela bate mais um recorde, marcando 46 pontos de média com pico de 49 no dia 17 de outubro. Neste capítulo foi exibida a morte da vilã Irene.
Em seu penúltimo capítulo bateu mais um recorde marcando 49 pontos de média e pico de 51. No seu último capítulo exibido em 20 de outubro de 2017, a trama bateu novo recorde: registrou 50 pontos de média com picos de 53 e 67% de share, maior índice desde o final de Avenida Brasil em 2012, sendo a última telenovela a marcar mais de 50 pontos em um capítulo.
Teve média geral de 35,6 pontos, superando as últimas oito novelas do horário, inclusive Salve Jorge, também de Glória Perez. A Força do Querer obteve uma elevação de 9 pontos em relação à sua antecessora — um feito não alcançado desde 2003, quando Mulheres Apaixonadas, de Manoel Carlos, ao terminar com média de 47 pontos, elevou a audiência do horário em também 9 pontos da anterior, Esperança.
Reprise
O primeiro capítulo registrou 31 pontos. O segundo capítulo registrou 30 pontos. Já o sexto capítulo amargou apenas 23 pontos.
Em sua primeira semana, consolidou 28.5 pontos, apresentando desempenho inferior a sua exibição original. Seu menor índice foi registrado no dia 24 de dezembro de 2020 com 19 pontos.
Após um período se estagnado entre 28 e 30 pontos, a novela bate seu primeiro recorde no dia 5 de novembro de 2020 com 32 pontos, capítulo esse em que Rubinho (Emilio Dantas) é preso. Bateu o mesmo recorde no dia 17 de dezembro de 2020, capítulo no qual foi exibida a esperada reapresentação da cena do acerto de contas entre Joyce (Maria Fernanda Cândido) e Irene (Débora Falabella). O capítulo ficou acima dos trinta pontos durante toda a sua exibição, mesmo com a final do reality A Fazenda, da RecordTV, sua principal concorrente. Bateu esse recorde novamente no dia 4 de janeiro de 2021 na Grande São Paulo. Nesse dia foi ao ar a cena em que a Polícia Federal impede Zeca (Marco Pigossi) de viajar e em seguida é levado preso.
No dia 28 de janeiro de 2021, bate seu novo recorde com 33 pontos com a cena em que Bibi (Juliana Paes) descobre que Jeiza (Paolla Oliveira) está namorando Caio (Rodrigo Lombardi), sendo superado no dia 1.° de fevereiro com 34 pontos na cena em que Bibi é presa, repetindo o recorde dia 2 de fevereiro, chegando a picos de 38 pontos na cena em que Bibi quase flagra Rubinho aos beijos com Carine (Carla Diaz). Em 8 de fevereiro, crava novo recorde com 35 pontos e picos de 38. Nesse dia foi ao ar a cena em que a polícia flagra Rubinho na casa de Aurora (Elizângela), sendo repetido no dia 15 de fevereiro, chegando a picos de 39 com a troca de tiros entre Jeiza e Bibi. No dia seguinte (16 de fevereiro), bate novo recorde com 36 pontos e picos de 40 com a sequência das cenas e a fuga de Bibi com a ajuda de Silvana (Lilia Cabral). Em 23 de fevereiro, bate seu novo recorde com 38 pontos e picos de 43 na cena em que Rubinho confessa que traiu Bibi com Carine e em seguida leva uma bofetada. Em 10 de março, com a exibição do antepenúltimo capítulo, a novela cravou 39 pontos. Nesse dia, foi exibida a cena em que Aurora revela a Bibi que a casa foi dada a elas através de Caio.
O último capítulo não bateu recorde, mas registrou 37 pontos com picos de 39. Fechou com a média geral de 30 pontos, ficando dentro da meta estabelecida do horário. Apesar das críticas com a sua escalação, sendo classificada como "precoce" por uma parte do público e por ter enfrentado o período de festas de fim de ano, a novela viu seus índices crescerem com a exibição de momentos decisivos, além de ser impulsionada pelo Big Brother Brasil 21 (com os atores Carla Diaz e Fiuk entre os participantes), servindo de sala de espera para o reality.

### Prêmios e indicações
| Ano  | Prêmio                            | Categoria                                 | Indicação                                                    | Resultado | Ref.    |
| ---- | --------------------------------- | ----------------------------------------- | ------------------------------------------------------------ | --------- | ------- |
| 2017 | BreakTudo Awards                  | Atriz Favorita                            | Juliana Paes                                                 | Venceu    | [ 154 ] |
| 2017 | BreakTudo Awards                  | Atriz Favorita                            | Paolla Oliveira                                              | Indicada  | [ 154 ] |
| 2017 | BreakTudo Awards                  | Ator Favorito                             | Fiuk                                                         | Indicado  | [ 154 ] |
| 2017 | BreakTudo Awards                  | Ator Favorito                             | Rodrigo Lombardi                                             | Indicado  | [ 154 ] |
| 2017 | Troféu APCA                       | Melhor Novela                             | Glória Perez                                                 | Venceu    | [ 155 ] |
| 2017 | Troféu APCA                       | Melhor Diretor                            | Rogério Gomes e Pedro Vasconcelos                            | Indicado  | [ 155 ] |
| 2017 | Troféu APCA                       | Melhor Atriz                              | Carol Duarte                                                 | Indicada  | [ 155 ] |
| 2017 | Troféu APCA                       | Melhor Atriz                              | Elizângela                                                   | Indicada  | [ 155 ] |
| 2017 | Troféu APCA                       | Melhor Atriz                              | Juliana Paes                                                 | Venceu    | [ 156 ] |
| 2017 | Troféu APCA                       | Melhor Atriz                              | Paolla Oliveira                                              | Indicada  | [ 155 ] |
| 2017 | Troféu APCA                       | Melhor Ator                               | Tonico Pereira                                               | Indicado  | [ 155 ] |
| 2017 | Melhores do Ano                   | Melhor Atriz de Novela                    | Paolla Oliveira                                              | Venceu    | [ 157 ] |
| 2017 | Melhores do Ano                   | Melhor Atriz de Novela                    | Juliana Paes                                                 | Indicada  | [ 157 ] |
| 2017 | Melhores do Ano                   | Melhor Ator de Novela                     | Marco Pigossi                                                | Venceu    | [ 157 ] |
| 2017 | Melhores do Ano                   | Melhor Ator de Novela                     | Rodrigo Lombardi                                             | Indicado  | [ 157 ] |
| 2017 | Melhores do Ano                   | Melhor Atriz Coadjuvante                  | Elizângela                                                   | Indicada  | [ 157 ] |
| 2017 | Melhores do Ano                   | Melhor Atriz Coadjuvante                  | Zezé Polessa                                                 | Indicada  | [ 157 ] |
| 2017 | Melhores do Ano                   | Melhor Atriz Coadjuvante                  | Débora Falabella                                             | Venceu    | [ 157 ] |
| 2017 | Melhores do Ano                   | Melhor Ator Coadjuvante                   | Emilio Dantas                                                | Venceu    | [ 157 ] |
| 2017 | Melhores do Ano                   | Melhor Ator Coadjuvante                   | Dan Stulbach                                                 | Indicado  | [ 157 ] |
| 2017 | Melhores do Ano                   | Melhor Atriz Revelação                    | Karla Karenina                                               | Indicada  | [ 157 ] |
| 2017 | Melhores do Ano                   | Melhor Atriz Revelação                    | Carol Duarte                                                 | Venceu    | [ 157 ] |
| 2017 | Melhores do Ano                   | Melhor Ator Revelação                     | Silvero Pereira                                              | Indicado  | [ 157 ] |
| 2017 | Melhores do Ano                   | Melhor Ator Revelação                     | Jonathan Azevedo                                             | Venceu    | [ 157 ] |
| 2017 | Melhores do Ano                   | Personagem do Ano                         | Silvana (Lília Cabral)                                       | Venceu    | [ 157 ] |
| 2017 | Melhores do Ano                   | Personagem do Ano                         | Eurico (Humberto Martins)                                    | Indicado  | [ 157 ] |
| 2017 | Melhores do Ano                   | Personagem do Ano                         | Abel (Tonico Pereira)                                        | Indicado  | [ 157 ] |
| 2017 | Melhores do Ano                   | Melho Ator/Atriz Mirim                    | João Bravo                                                   | Venceu    | [ 157 ] |
| 2017 | Melhores do Ano                   | Melho Ator/Atriz Mirim                    | Drico Alves                                                  | Indicado  | [ 157 ] |
| 2017 | Prêmio Extra de Televisão         | Melhor Novela                             | Glória Perez                                                 | Venceu    | [ 158 ] |
| 2017 | Prêmio Extra de Televisão         | Melhor Atriz                              | Juliana Paes                                                 | Venceu    | [ 158 ] |
| 2017 | Prêmio Extra de Televisão         | Melhor Atriz                              | Paolla Oliveira                                              | Indicada  | [ 158 ] |
| 2017 | Prêmio Extra de Televisão         | Melhor Ator                               | Emilio Dantas                                                | Venceu    | [ 158 ] |
| 2017 | Prêmio Extra de Televisão         | Melhor Ator Coadjuvante                   | Dan Stulbach                                                 | Indicado  | [ 158 ] |
| 2017 | Prêmio Extra de Televisão         | Melhor Atriz Coadjuvante                  | Elizângela                                                   | Venceu    | [ 158 ] |
| 2017 | Prêmio Extra de Televisão         | Revelação Feminina                        | Carol Duarte                                                 | Venceu    | [ 158 ] |
| 2017 | Prêmio Extra de Televisão         | Revelação Masculina                       | Silvero Pereira                                              | Venceu    | [ 158 ] |
| 2017 | Prêmio Extra de Televisão         | Melhor Ator/Atriz Mirim                   | João Bravo                                                   | Venceu    | [ 158 ] |
| 2017 | Prêmio Extra de Televisão         | Tema de Novela                            | "Olha a Explosão", de MC Kevinho                             | Indicado  | [ 158 ] |
| 2017 | Prêmio Jovem Brasileiro           | Melhor Atriz Jovem                        | Isis Valverde                                                | Venceu    |         |
| 2017 | Prêmio Jovem Brasileiro           | Melhor Ator Jovem                         | Fiuk                                                         | Venceu    |         |
| 2017 | Troféu ISTOÉ – Brasileiros do Ano | Televisão                                 | Isis Valverde                                                | Venceu    |         |
| 2017 | Troféu ISTOÉ – Brasileiros do Ano | Televisão                                 | Juliana Paes                                                 | Venceu    |         |
| 2017 | Prêmio F5                         | Melhor Novela                             | Glória Perez                                                 | Venceu    | [ 159 ] |
| 2017 | Prêmio F5                         | Melhor Atriz                              | Juliana Paes                                                 | Venceu    | [ 159 ] |
| 2017 | Prêmio F5                         | Melhor Atriz                              | Paolla Oliveira                                              | Indicada  | [ 159 ] |
| 2017 | Prêmio F5                         | Melhor Ator                               | Emilio Dantas                                                | Indicado  | [ 159 ] |
| 2017 | Prêmio F5                         | Melhor Ator                               | Marco Pigossi                                                | Venceu    | [ 159 ] |
| 2017 | Prêmio F5                         | Revelação do Ano                          | Carol Duarte                                                 | Venceu    | [ 159 ] |
| 2017 | Prêmio F5                         | Revelação do Ano                          | Jonathan Azevedo                                             | Indicado  | [ 159 ] |
| 2017 | Prêmio Contigo! Online            | Melhor Novela                             | Glória Perez                                                 | Venceu    | [ 160 ] |
| 2017 | Prêmio Contigo! Online            | Melhor Atriz de Novela                    | Juliana Paes                                                 | Venceu    | [ 160 ] |
| 2017 | Prêmio Contigo! Online            | Melhor Atriz de Novela                    | Paolla Oliveira                                              | Indicada  | [ 160 ] |
| 2017 | Prêmio Contigo! Online            | Melhor Atriz de Novela                    | Isis Valverde                                                | Indicada  | [ 160 ] |
| 2017 | Prêmio Contigo! Online            | Melhor Ator de Novela                     | Marco Pigossi                                                | Venceu    | [ 160 ] |
| 2017 | Prêmio Contigo! Online            | Melhor Ator de Novela                     | Emilio Dantas                                                | Indicado  | [ 160 ] |
| 2017 | Prêmio Contigo! Online            | Melhor Atriz Coadjuvante                  | Débora Falabella                                             | Indicada  | [ 160 ] |
| 2017 | Prêmio Contigo! Online            | Melhor Atriz Coadjuvante                  | Elizângela                                                   | Indicada  | [ 160 ] |
| 2017 | Prêmio Contigo! Online            | Melhor Atriz Coadjuvante                  | Maria Fernanda Cândido                                       | Indicada  | [ 160 ] |
| 2017 | Prêmio Contigo! Online            | Melhor Ator Coadjuvante                   | Humberto Martins                                             | Venceu    | [ 160 ] |
| 2017 | Prêmio Contigo! Online            | Melhor Ator Coadjuvante                   | Tonico Pereira                                               | Indicado  | [ 160 ] |
| 2017 | Prêmio Contigo! Online            | Melhor Atriz Revelação                    | Carol Duarte                                                 | Venceu    | [ 160 ] |
| 2017 | Prêmio Contigo! Online            | Melhor Ator Revelação                     | Jonathan Azevedo                                             | Venceu    | [ 160 ] |
| 2017 | Prêmio Contigo! Online            | Melhor Ator Revelação                     | Silvero Pereira                                              | Indicado  | [ 160 ] |
| 2017 | Prêmio Contigo! Online            | Melhor Artista Mirim                      | João Bravo                                                   | Indicado  | [ 160 ] |
| 2017 | Prêmio Contigo! Online            | Melhor Artista Mirim                      | Drico Alves                                                  | Indicado  | [ 160 ] |
| 2017 | Melhores do Ano NaTelinha         | Melhor Novela                             | Glória Perez                                                 | Venceu    | [ 161 ] |
| 2017 | Melhores do Ano NaTelinha         | Melhor Atriz                              | Juliana Paes                                                 | Venceu    | [ 161 ] |
| 2017 | Melhores do Ano NaTelinha         | Melhor Atriz                              | Paolla Oliveira                                              | Indicada  | [ 161 ] |
| 2017 | Melhores do Ano NaTelinha         | Melhor Ator                               | Emilio Dantas                                                | Venceu    | [ 161 ] |
| 2017 | Melhores do Ano NaTelinha         | Melhor Ator                               | Rodrigo Lombardi                                             | Indicado  | [ 161 ] |
| 2017 | Melhores do Ano NaTelinha         | Melhor vilã/vilão                         | Irene (Débora Falabella)                                     | Venceu    | [ 161 ] |
| 2017 | Melhores do Ano NaTelinha         | Melhor Coadjuvante                        | Elizângela                                                   | Venceu    | [ 161 ] |
| 2017 | Melhores do Ano NaTelinha         | Melhor Coadjuvante                        | Zezé Polessa                                                 | Indicada  | [ 161 ] |
| 2017 | Melhores do Ano NaTelinha         | Ator/Atriz Revelação                      | Carol Duarte                                                 | Venceu    | [ 161 ] |
| 2017 | Melhores do Ano NaTelinha         | Ator/Atriz Revelação                      | Silvero Pereira                                              | Indicado  | [ 161 ] |
| 2017 | Melhores do Ano NaTelinha         | Categoria especial - 2017 foi o ano de... | Glória Perez, representando o sucesso de "A Força do Querer" | Venceu    | [ 161 ] |
| 2017 | Troféu UOL TV e Famosos           | Melhor Novela                             | Glória Perez                                                 | Venceu    | [ 162 ] |
| 2017 | Troféu UOL TV e Famosos           | Melhor Atriz de Novela                    | Carol Duarte                                                 | Indicada  | [ 162 ] |
| 2017 | Troféu UOL TV e Famosos           | Melhor Atriz de Novela                    | Elizângela                                                   | Indicada  | [ 162 ] |
| 2017 | Troféu UOL TV e Famosos           | Melhor Atriz de Novela                    | Isis Valverde                                                | Indicada  | [ 162 ] |
| 2017 | Troféu UOL TV e Famosos           | Melhor Atriz de Novela                    | Juliana Paes                                                 | Indicada  | [ 162 ] |
| 2017 | Troféu UOL TV e Famosos           | Melhor Atriz de Novela                    | Lília Cabral                                                 | Indicada  | [ 162 ] |
| 2017 | Troféu UOL TV e Famosos           | Melhor Atriz de Novela                    | Maria Fernanda Cândido                                       | Indicada  | [ 162 ] |
| 2017 | Troféu UOL TV e Famosos           | Melhor Atriz de Novela                    | Paolla Oliveira                                              | Venceu    | [ 162 ] |
| 2017 | Troféu UOL TV e Famosos           | Melhor Ator de Novela                     | Marco Pigossi                                                | Venceu    | [ 162 ] |
| 2017 | Troféu UOL TV e Famosos           | Revelação da TV                           | João Bravo                                                   | Indicado  | [ 162 ] |
| 2017 | Troféu UOL TV e Famosos           | Revelação da TV                           | Silvero Pereira                                              | Indicado  | [ 162 ] |
| 2017 | Prêmio Notíciasdetv.com           | Melhor Novela                             | Glória Perez                                                 | Venceu    | [ 163 ] |
| 2017 | Prêmio Notíciasdetv.com           | Melhor Atriz Protagonista                 | Juliana Paes                                                 | Venceu    | [ 163 ] |
| 2017 | Prêmio Notíciasdetv.com           | Melhor Atriz Protagonista                 | Paolla Oliveira                                              | Indicada  | [ 163 ] |
| 2017 | Prêmio Notíciasdetv.com           | Melhor Ator Protagonista                  | Rodrigo Lombardi                                             | Venceu    | [ 163 ] |
| 2017 | Prêmio Notíciasdetv.com           | Melhor Atriz Antagonista                  | Débora Falabella                                             | Venceu    | [ 163 ] |
| 2017 | Prêmio Notíciasdetv.com           | Melhor Ator Antagonista                   | Emilio Dantas                                                | Venceu    | [ 163 ] |
| 2017 | Prêmio Notíciasdetv.com           | Melhor Atriz Coadjuvante                  | Maria Fernanda Cândido                                       | Indicada  | [ 163 ] |
| 2017 | Prêmio Notíciasdetv.com           | Melhor Atriz Cômica                       | Zezé Polessa                                                 | Venceu    | [ 163 ] |
| 2017 | Prêmio Notíciasdetv.com           | Melhor Atriz Juvenil                      | Juliana Paiva                                                | Venceu    | [ 163 ] |
| 2017 | Prêmio Notíciasdetv.com           | Melhor Atriz Revelação                    | Carol Duarte                                                 | Venceu    | [ 163 ] |
| 2017 | Prêmio Notíciasdetv.com           | Melhor Ator Revelação                     | Silvero Pereira                                              | Venceu    | [ 163 ] |
| 2017 | Prêmio Notíciasdetv.com           | Melhor Atriz Mirim                        | Antonietta Uhebe                                             | Indicada  | [ 163 ] |
| 2017 | Prêmio Notíciasdetv.com           | Melhor Ator Mirim                         | Drico Alves                                                  | Indicado  | [ 163 ] |
| 2017 | Prêmio Notíciasdetv.com           | Melhor Ator Mirim                         | João Bravo                                                   | Venceu    | [ 163 ] |
| 2017 | Prêmio Notíciasdetv.com           | Melhor Atriz em Participação Especial     | Betty Faria                                                  | Venceu    | [ 163 ] |
| 2017 | Prêmio Notíciasdetv.com           | Melhor Ator em Participação Especial      | Othon Bastos                                                 | Venceu    | [ 163 ] |
| 2017 | Prêmio Notíciasdetv.com           | Melhor Vinheta/Tema de Abertura           | "O Quereres", Caetano Veloso                                 | Venceu    | [ 163 ] |
| 2018 | Prêmio TV Foco                    | Melhor Novela                             | Glória Perez                                                 | Venceu    | [ 164 ] |
| 2018 | Prêmio TV Foco                    | Melhor Autor/Autora                       | Glória Perez                                                 | Venceu    | [ 164 ] |
| 2018 | Prêmio TV Foco                    | Melhor Ator                               | Emilio Dantas                                                | Venceu    | [ 164 ] |
| 2018 | Prêmio TV Foco                    | Melhor Ator                               | Marco Pigossi                                                | Indicado  | [ 164 ] |
| 2018 | Prêmio TV Foco                    | Melhor Atriz                              | Isis Valverde                                                | Indicada  | [ 164 ] |
| 2018 | Prêmio TV Foco                    | Melhor Atriz                              | Juliana Paes                                                 | Venceu    | [ 164 ] |
| 2018 | Prêmio TV Foco                    | Melhor Atriz                              | Lília Cabral                                                 | Indicada  | [ 164 ] |
| 2018 | Prêmio TV Foco                    | Melhor Atriz                              | Paolla Oliveira                                              | Indicada  | [ 164 ] |
| 2018 | Prêmio TV Foco                    | Ator/Atriz Revelação                      | Carol Duarte                                                 | Venceu    | [ 164 ] |
| 2018 | Prêmio TV Foco                    | Ator/Atriz Revelação                      | Jonathan Azevedo                                             | Indicado  | [ 164 ] |
| 2018 | Prêmio TV Foco                    | Ator/Atriz Revelação                      | Silvero Pereira                                              | Indicado  | [ 164 ] |
| 2018 | Prêmio TV Foco                    | Ator/Atriz Mirim                          | Drico Alves                                                  | Indicado  | [ 164 ] |
| 2018 | Prêmio TV Foco                    | Ator/Atriz Mirim                          | João Bravo                                                   | Indicado  | [ 164 ] |
| 2018 | Troféu Imprensa                   | Melhor Novela                             | Glória Perez                                                 | Venceu    | [ 165 ] |
| 2018 | Troféu Imprensa                   | Melhor Atriz                              | Juliana Paes                                                 | Venceu    | [ 165 ] |
| 2018 | Troféu Imprensa                   | Melhor Atriz                              | Paolla Oliveira                                              | Indicada  | [ 165 ] |
| 2018 | Troféu Imprensa                   | Melhor Ator                               | Marco Pigossi                                                | Venceu    | [ 165 ] |
| 2018 | Troféu Imprensa                   | Melhor Ator                               | Rodrigo Lombardi                                             | Indicado  | [ 165 ] |
| 2018 | Troféu Internet                   | Melhor Novela                             | Glória Perez                                                 | Venceu    | [ 165 ] |
| 2018 | Troféu Internet                   | Melhor Ator                               | Rodrigo Lombardi                                             | Venceu    | [ 165 ] |
| 2018 | Troféu Internet                   | Melhor Ator                               | Emilio Dantas                                                | Indicado  | [ 165 ] |
| 2018 | Troféu Internet                   | Melhor Ator                               | Humberto Martins                                             | Indicado  | [ 165 ] |
| 2018 | Troféu Internet                   | Melhor Ator                               | Marco Pigossi                                                | Indicado  | [ 165 ] |
| 2018 | Troféu Internet                   | Melhor Ator                               | Fiuk                                                         | Indicado  | [ 165 ] |
| 2018 | Troféu Internet                   | Melhor Atriz                              | Juliana Paes                                                 | Venceu    | [ 165 ] |
| 2018 | Troféu Internet                   | Melhor Atriz                              | Paolla Oliveira                                              | Indicada  | [ 165 ] |
| 2018 | Troféu Internet                   | Melhor Atriz                              | Lília Cabral                                                 | Indicada  | [ 165 ] |
| 2018 | Troféu Internet                   | Melhor Atriz                              | Isis Valverde                                                | Indicada  | [ 165 ] |
| 2018 | Prêmio Geração Glamour            | Atriz Revelação                           | Carol Duarte                                                 | Venceu    |         |

## Exibição
Exibição Original: "A Força do Querer"
Originalmente, A Força do Querer estava prevista para ser ser exibida a partir de março de 2016, substituindo A Regra do Jogo, uma vez que a trama que viria na sua sequência, A Lei do Amor havia sido adiada para não contrastar com o período de eleições, já que abordaria temas relacionados. O posto, porém, ficou para Velho Chico, que originalmente seria uma "novela das seis", fazendo com que a novela de Glória fosse agendada para a sequência, em outubro de 2016. A direção de teledramaturgia, porém, decidiu fazer uma nova alteração e remaneja-la para abril de 2017, sucedendo A Lei do Amor. No dia 2 de agosto, não houve exibição do capítulo por conta da transmissão da votação na Câmara dos Deputados sobre uma denúncia contra o presidente da República Michel Temer.

### Exibição internacional
Antes da estreia no Brasil, A Força do Querer foi confirmada para exibição em Portugal, através da SIC. A estreia estava agendada para 22 de maio, no entanto, acabou por ser adiada para 5 de junho, substituindo A Lei do Amor. Seu último capítulo foi transmitido em 2 de fevereiro de 2018, sendo substituída por O Outro Lado do Paraíso.
Para o público latino, a telenovela passou a ser chamada de Querer sin limites ("Querer sem limites", em tradução literal). Nesta versão, o tema de abertura cantado por Caetano Veloso foi regravado em espanhol. Apesar do título oficial, no Equador a telenovela seria exibida pela Ecuavisa com o título em tradução literal La fuerza del querer, no entanto, alguns dias antes da estreia da telenovela, o canal decidiu mudar o título para Querer sin limites.
A Força do Querer estreou no Uruguai, através da Teledoce, com o título Querer Sin Límtes, em 10 de abril de 2018, substituindo  os programas uruguaios Ángeles y Demonios, Sonríe con Nostros..., La Columna de la Gente e Súbete a mi Moto, no horario das 21hs de Segunda a Quinta. Devido aos bons índices de audiência, a partir de julho, a Teledoce adicionou um novo dia de exibição, às sextas-feiras. Depois de atingir elevados números de audiência, tornando-se em muitas ocasiões na atração mais assistida da televisão uruguaia, chegou ao fim no mês de novembro sendo substituída pela telenovela chilena Verdades ocultas.

### Conteúdo transmídia
A personagem Biga, interpretada por Mariana Xavier, foi utilizada para uma ação promocional da Natura para promover a Consultora Beleza Natura. A ação foi exibida na trama, tendo também participação nas redes sociais e uma coluna na programação da Rádio Globo.

### Reprise
Reprise de "A Força do Querer" no horário nobre, em 2020, pela Tv Globo, por conta da COVID-19.
Em julho de 2020 a emissora divulgou que a trama seria reprisada no segundo semestre desse ano, em forma de edição especial, substituindo a reprise de Fina Estampa no horário das 21 horas, uma vez que Amor de Mãe teve as gravações interrompidas por conta da Pandemia de COVID-19, sendo adiado o seu retorno para 2021. Por conta do anúncio, Fabiana Escobar (a autora do livro que inspirou a personagem Bibi Perigosa) entrou com uma petição judicial para impedir a reapresentação. Na petição impetrada ainda em julho, Fabiana alegou que a Globo não pagou a ela o que foi estipulado em contrato pela exibição da novela fora do Brasil, motivo de outra ação anterior em 2018, em que pedia 500 mil reais de indenização.
A edição especial foi exibida entre 21 de setembro de 2020 a 12 de março de 2021, em 149 capítulos. Entre os dias 1 e 13 de março de 2021, a trama dividiu horário com os compactos da primeira parte de Amor de Mãe, após a trama inédita ter suas gravações concluídas e sua data de retorno definida para 15 de março.

## Temáticas e controvérsias
A novela tratou de temas polêmicos como transexualidade, identidade de gênero, transformismo, homofobia, vício em jogo, tráfico de drogas, tráfico de armas, cosplay, vício em internet, como sites que induzem ao suicídio, psicopatia, e sereísmo [en]. Alguns temas provocaram reações negativas do público.

### "Nordestinação" no estado do Pará
Desde sua estreia, a novela obteve um histórico de críticas, sendo elas sobre a utilização de sotaque nordestino no estado do Pará e como o estado é abordado na novela, como por exemplo a existência de um aquário localizado no Ver-o-peso, geraram uma divisão de opiniões entre os telespectadores, em especial ao telespectador paraense que obteve diversos protestos nas redes sociais. Em nota a TV Globo e a autora Glória Perez afirmaram que a novela não se passa na capital paraense e sim na cidade fictícia de "Parazinho" e justificou que a obra é uma ficção sem compromisso de ser fiel a realidade.

### Distorção doscosplayers
A trama envolvendo Yuri e a caracterização da figura do cosplayer recebeu diversas críticas. Na história, o rapaz realiza cosplays – a arte de vestir-se como um personagem de ficção, especialmente de quadrinhos e animes – porém é isolado, não tem amigos ou se comunica diretamente com ninguém, além de tirar notas baixas no colégio devido ao tempo em que gasta em videogames e ser tido como "incomum" pelos pais. A imagem negativa com que o personagem foi retratado gerou revolta dentre o público jovem, que criou a campanha Cospositivismo nas redes sociais para mostrar a autora o lado positivo da prática, lançando uma nota intitulada "Yuri Não me Representa" em resposta: "Cosplayers são pessoas normais. A maioria de nós não é reclusa e refém da tecnologia ou antissocial, muito pelo contrário. Muitos de nós ganham a vida fazendo esta arte". A nota ainda exibia um estudo que dissertava sobre o fato de pessoas que fazem cosplay terem maiores chances de socializar-se e desenvolver habilidades de interpretação. Em reportagem sobre o fato, o UOL noticiou o relato de uma garota que foi hostilizada na praça de alimentação de um shopping por estar vestida de cosplay após as cenas da novela.

### Acusação de apologia ao tráfico
O fato da trama abordar temas como o crime e o tráfico despertou a ideia de que a novela fazia apologia a esses elementos, fazendo com que a novela recebesse uma enxurrada de críticas, principalmente por parte dos evangélicos e conservadores. O pastor e deputado Marco Feliciano afirmou que a partir da novela, "a TV Globo oferecia um curso para bandido". A autora Glória Perez se defendeu das acusações:
| “                                              | É coisa de gente que quer colocar a realidade embaixo do tapete. Bibi se tornou uma bandida. Não é a traficante, mas é processada por associação ao tráfico. Você vê glamour nisso? A trama traz uma polícia ética, bem diferente de como tradicionalmente é mostrada na dramaturgia brasileira. Essa gente me dá sono | ” |
| — Glória Perez, em entrevista ao Jornal Extra. | |   |

### Transexualidade
Pela primeira vez em uma telenovela brasileira, a transexualidade foi abordada amplamente através do personagem Ivan (Carol Duarte), um homem trans que teve sua autodescoberta e transição retratadas com detalhes. O tema gerou polêmica entre conservadores, principalmente evangélicos e entidades católicas, que antes mesmo da estreia pediram que a Globo não exibisse o tema em rede nacional. A novela teve então rejeição por parte do público. Algumas críticas também vieram da comunidade transgênero, que questionavam o fato de que a intérprete não é trans. Silvero comentou que não fará personagens travestis ou trans novamente.

## Música

### Volume 1
A Força do Querer: Vol. 1 é a primeira parte da trilha sonora da telenovela, lançada oficialmente em 2 de junho de 2017. Isis Valverde e Marco Pigossi ilustram a capa do disco, caracterizados respectivamente como Ritinha e Zeca.
Em 1 de abril de 2017, foi divulgado as canções que integrariam a trilha sonora da novela, dentre elas uma canção inédita do cantor Roberto Carlos, feita exclusivamente por encomenda de Glória Perez. A faixa "Sereia" foi lançada em 5 de abril. Servindo de tema de abertura, uma nova versão de "O Quereres" foi gravada por Caetano Veloso. Esta versão foi lançada nas plataformas digitais em 28 de abril.
| N.º | Título                                                    | Artista          | Duração |  |
| 1.  | "O Quereres"                                              | Caetano Veloso   | 3:05    |  |
| 2.  | "Sereia"                                                  | Roberto Carlos   | 3:35    |  |
| 3.  | "Te Faço um Cafuné"                                       | Mariana Aydar    | 3:44    |  |
| 4.  | "Coração Machucado"                                       | Wesley Safadão   | 3:40    |  |
| 5.  | "Eu Sei de Cor"                                           | Marília Mendonça | 2:54    |  |
| 6.  | "Boto Namorador"                                          | Dona Onete       | 4:05    |  |
| 7.  | "Pra Você"                                                | Roberta Sá       | 3:11    |  |
| 8.  | "Flor do Ipê"                                             | Marisa Monte     | 3:04    |  |
| 9.  | "City"                                                    | Kristen Marie    | 3:10    |  |
| 10. | "True Colors"                                             | Cyndi Lauper     | 3:45    |  |
| 11. | "Nobody But Me"                                           | Michael Bublé    | 3:00    |  |
| 12. | "Sob Medida"                                              | Fafá de Belém    | 3:42    |  |
| 13. | "Deixa Eu Te Amar"                                        | Agepê            | 4:03    |  |
| 14. | "Para Uso Exclusivo da Casa"                              | Dhi Ribeiro      | 3:54    |  |
| 15. | "Tem Que Provar Que Merece"                               | Xande de Pilares | 3:45    |  |
| 16. | "Tim Tim Por Tim Tim"                                     | Diogo Nogueira   | 2:46    |  |
| 17. | "I Hate U, I Love U" (com participação de Olivia O'Brien) | Gnash            | 3:18    |  |
| 18. | "Darkness and Light"                                      | John Legend      | 3:50    |  |

### Volume 2
A Força do Querer: Vol. 2 é a segunda parte da trilha sonora da telenovela, lançado em 4 de agosto de 2017. Paolla Oliveira ilustra a capa do disco, caracterizada como "Jeiza". Em 21 de julho de 2017, as canções que integrariam a trilha sonora da novela foram divulgadas, dentre elas uma canção inédita do cantor Djavan, feita exclusivamente para a novela, além de uma regravação da canção "Perigosa" (do grupo As Frenéticas) feita pela cantora Anitta. Alcione regravou a canção "Olha", de Roberto Carlos, especialmente para a novela e a lançou como single em maio de 2017.
| N.º            | Título | Artista                     | Duração |  |
| 1.             | "Despacito" (versão pop) | Luis Fonsi                  | 3:47    |  |
| 2.             | "Caçadora" | Lucy Alves                  | 3:06    |  |
| 3.             | "Up&Up" | Coldplay                    | 3:58    |  |
| 4.             | "Fading Away" | Adam Naas                   | 4:07    |  |
| 5.             | "Sign of the Times" | Harry Styles                | 5:40    |  |
| 6.             | "Não Quero Despedida" | Mumuzinho                   | 4:00    |  |
| 7.             | "Perigosa" | Anitta                      | 2:08    |  |
| 8.             | "Cheguei" | Ludmilla                    | 2:54    |  |
| 9.             | "Rei Solano (Instrumental)" (com participação de Sebastião Tapajós)                                                                                          | Mestre Solano               | 3:11    |  |
| 10.            | "Simples Assim" | Lenine                      | 3:29    |  |
| 11.            | "Eu Te Amo" | Chico Buarque e Telma Costa | 4:58    |  |
| 12.            | "Dom de Iludir" | Nana Caymmi                 | 1:51    |  |
| 13.            | "Mande um Sinal" | Djavan                      | 2:57    |  |
| 14.            | "Olha" | Alcione                     | 3:28    |  |
| 15.            | "De Toda Cor" (com participação de Ney Matogrosso, Oswaldo Montenegro, Laila Garin, Elisa Lucinda, Paulinho Moska, Pedro Luís, Emílio Dantas e Léo Pinheiro) | Renato Luciano              | 4:55    |  |
| 16.            | "Waves" | Dean Lewis                  | 4:01    |  |
| 17.            | "Blame" (com participação de John Newman) | Calvin Harris               | 3:34    |  |
| Duração total: | Duração total: | Duração total:              | 62:00   |  |

### Instrumental
Lançada 3 anos após sua exibição original, a trilha sonora instrumental de A Força do Querer  foi composta por Rodolpho Rebuzzi e Mú Carvalho. A capa do álbum apresenta o logotipo da novela. Ao todo são 54 faixas, com temas de vários personagens da novela, como Ritinha, Jeiza e Bibi.

#### Faixas
1. Amanacu
2. Imersos
3. Tema de Rita
4. Triste Fm
5. Forest 2
6. Rancor
7. Romântico Novela
8. Hiato
9. Meditativa
10. Solimões
11. Triste Am
12. Bad Impressions
13. Tomada
14. Tomada (techno completa)
15. Major Jz
16. Riscado
17. Seiva
18. Doom Doom
19. Arestas
20. Be Best
21. Dangerous
22. Le Flaneur
23. Risco
24. Le Flaneur 2 Moo
25. Girls (Tema de encerramento)
26. Alma Cordas
27. Emotiva 1
28. A Correnteza
29. A Correnteza 2
30. Tristesse
31. Truque
32. Comedy 2
33. Elevação
34. Comedy 6
35. Emotiva 2
36. Penumbra
37. Emotiva 7
38. Suspcomico
39. Frígida
40. Heavy
41. Emotiva 3
42. Comedy 1
43. Rumo
44. Triste Novela
45. Emotiva 4
46. Jab Jab Punch
47. Romântico Novela Emotiva
48. Beijo Roubado
49. Beijo Roubado (orquestra)
50. Emotiva 8
51. Chase Downbeat 2
52. Tristesse (full mix)
53. Triste 2
54. Irene Fall

### Outras canções
A Força do Querer conta ainda com as seguintes canções:
- "Rio 40 Graus", Fernanda Abreu[3]
- "Se Você Pensa", Pitty[3]
- "Altos e Baixos", Elis Regina[221]
- "Shape of You", Ed Sheeran[222]
- "Trilha Sonora", MC Koringa[223]
- "Vem Morena", Dominguinhos[3]
- "Curió do Bico Doce", Gonzaga Blantez[3]
- "Carimbó / Sinhá Pureza / Carimbó do Macaco", Liah Soares[3]
- "É o Amor", Maria Bethânia[3]
- "Meu Coração é Brega", Fafá de Belém[3]